# Оршанський Ісаак Григорович
Ісаак Григорович Оршанський (1851, Катеринослав (нині м. Дніпро) -1923) — російський психіатр. Професор психіатрії в Харківському університеті, брат Іллі Григоровича Оршанського.

## Біографія
Ісаак Оршанський народився 1851 року в Катеринославі (нині м. Дніпро). Отримав домашнє виховання. 1869 року в Одесі при 2-й гімназії витримав іспит на атестат зрілості і вступив на медичний факультет Одеського університету. Згодом перевівся до московського університету. Через рік перейшов до медико-хірургічної академії, де й закінчив курс (1874).
Був земським лікарем в Лукояновському повіті. У 1876 році працював в фізіологічної лабораторії у Людвіга в Лейпцигу й захистив в Санкт-Петербурзі докторську дисертацію за темою «Матеріали для фізіології мозку». У 1876 році як військовий лікар брав участь у турецькій війні. Після закінчення війни залишався протягом 2 років військовим лікарем в Санкт-Петербурзі . У той час написав книгу «Сон і неспання» (1878).
Протягом 1879—1881 років завідував психіатричним відділенням земської лікарні в Катеринославі, потім протягом півтора року вивчав нервові й душевні хвороби в Берліні, Лейпцигу та Парижі. У Парижі Оршанський пройшов стажування у клініці Сальпетрієр під опікою Жана-Мартена Шарко.
1884 року Оршанського було затверджено приват-доцентом при Харківському університеті . Відтоді він неодноразово їздив з науковою метою за кордон і працював в лабораторіях (Дю-Буа Реймона, Мунка, Кронекера Вулпіана, Брока, Вундта і ін.) та клініках (Вестфаль, Маньян, Шарко, Флехсіг та ін.).
1892 року він опублікував свою працю: «Etude sur l'hérédité normale et pathologique», («Дослідження нормальної і патологічної спадковості»), за яку був представлений Імператорською академією наук до звання професора, Це наукове звання він отримав 1894 року.
Окрім того Оршанський опублікував декілька загальних статей (біографія юриста Оршанського в журналі «Схід»), статтю «Злочин і кара» у «Північному Віснику»(1896), «Історія одного ідейного злочину» тощо. Також були опубліковані його праці « Закон збереження енергії в нервових і психічних явищах» (видання Імператорської Академії наук), " Передача хвороб від батьків до дітей " («Практична Медицина», 1897), «Про вимір психічних явищ» («Відомості Харківського Університету»). На XII медичному конгресі в Москві (1897) Оршанський виступив з доповіддю «Про боротьбу між сифілісом мозку і спадковістю».
1903 року його праця «Дослідження нормальної і патологічної спадковості» була опублікована в німецькому перекладі у видавництві «Енке» (Штуттгарт).
Доробок Оршанського був відзначений Макаріївською премією.

## Вибрані праці
- «Материалы для физиологии мозга» (диссертация, 1877).
- «Сон и бодрствование» (1878).
- «Recherches craniologiques» («Bulletins de la Societé de l’anthropologie», 1882).
- «Mouvements localisés etc.» («Bulletins de la Societé Biologique de Paris», 1883).
- «Anaemie und Electrische Erregbarkeit des Gehirns» (1883).
- «Материалы для теории эпилепсии» («Военно-медицинский Журнал», 1883).
- «Об электризации головы» («Архив Ковалевского»).
- «О влиянии нервно-мышечной усталости на рефлексы» (Харьков, 1884).
- «Ueber die Wilkührliche Innervation» (y Dubois Reymond, 1889).
- «Ueber die Bewusstseinsstörungen etc.» («Westphal’s Archiv», 1889).
- «Клинические лекции о неврозах» («Практическая Медицина», 1889).
- Наши преступники и учение Ломброзо: Медико-психологический очерк: (Доклад, читанный на съезде естествоиспытателей и врачей в январе 1890 года в С.-Петербурге)./ [Соч.] Прив.-доц. Харьковск. ун-та И. Г. Оршанского. — С.-Петербург: Тип. Э. Арнгольда, 1891. — 20 с.
- «Наследственность и происхождение полов» (речь на съезде в Москве, 1894).
- «Позитивизм и контизм» [Архівовано 18 січня 2021 у Wayback Machine.] («Университетские Известия Харьк. Университета», 1894).
- «Etude sur L’hérédité» («Mémoires de l’académie de Sc. de S.-Petersb.», 1891).
- «L’hérédité dans les familles malades» («Mem. de l’acad. de Sc. de St.-Petersb.», 1891).
- «Гомеопатия» (публ. лекція, Харків, 1895).
- «Механизм нервных процессов» («Известия имп. Академии Наук», 1896).
- Роль наследственности в передаче болезней / Проф. И. Оршанский; С предисл. проф. Цезаря Ломброзо. — Санкт-Петербург: журн. «Практ. мед.», 1897. — 120 с.
- «Considérations sur la loi psycho-physique de Fechner» («Bulletins de l’Academie de Sciences», 189*).